# Marcus Hurley
Marcus Latimer Hurley (ur. 22 grudnia 1883 w New Rochelle, zm. 28 marca 1941 w Nowym Jorku) – amerykański kolarz torowy i koszykarz, pięciokrotny medalista olimpijski oraz mistrz świata.

## Kariera
Na igrzyskach olimpijskich w 1904 w Saint Louis Hurley wystartował we wszystkich siedmiu konkurencjach w kolarstwie i zwyciężył w czterech z nich: wyścigu na ¼ mili, na ⅓ mili, na ⅛ mili i na milę. W wyścigu na 2 mile zajął 3. miejsce, a wyścigów na 5 mil i na 25 mil nie ukończył.
Na mistrzostwach świata w 1904 w Londynie Hurley zdobył złoty medal w sprincie dla amatorów.
Jako student Columbia University był członkiem uniwersyteckiej drużyny koszykarskiej Columbia Lions. W latach 1905–1907 był wybierany do drużyny najlepszych graczy rozgrywek amerykańskich (College Basketball All-American team).